# 디미너
디미너(1991년 8월 18일 ~ )는 대한민국의 가수, 작곡가다. 2017년 싱글 《Don't Hold Me》로 데뷔했다.

## 방송
- 사인히어 (2019) - Top44